# Herbert James Draper

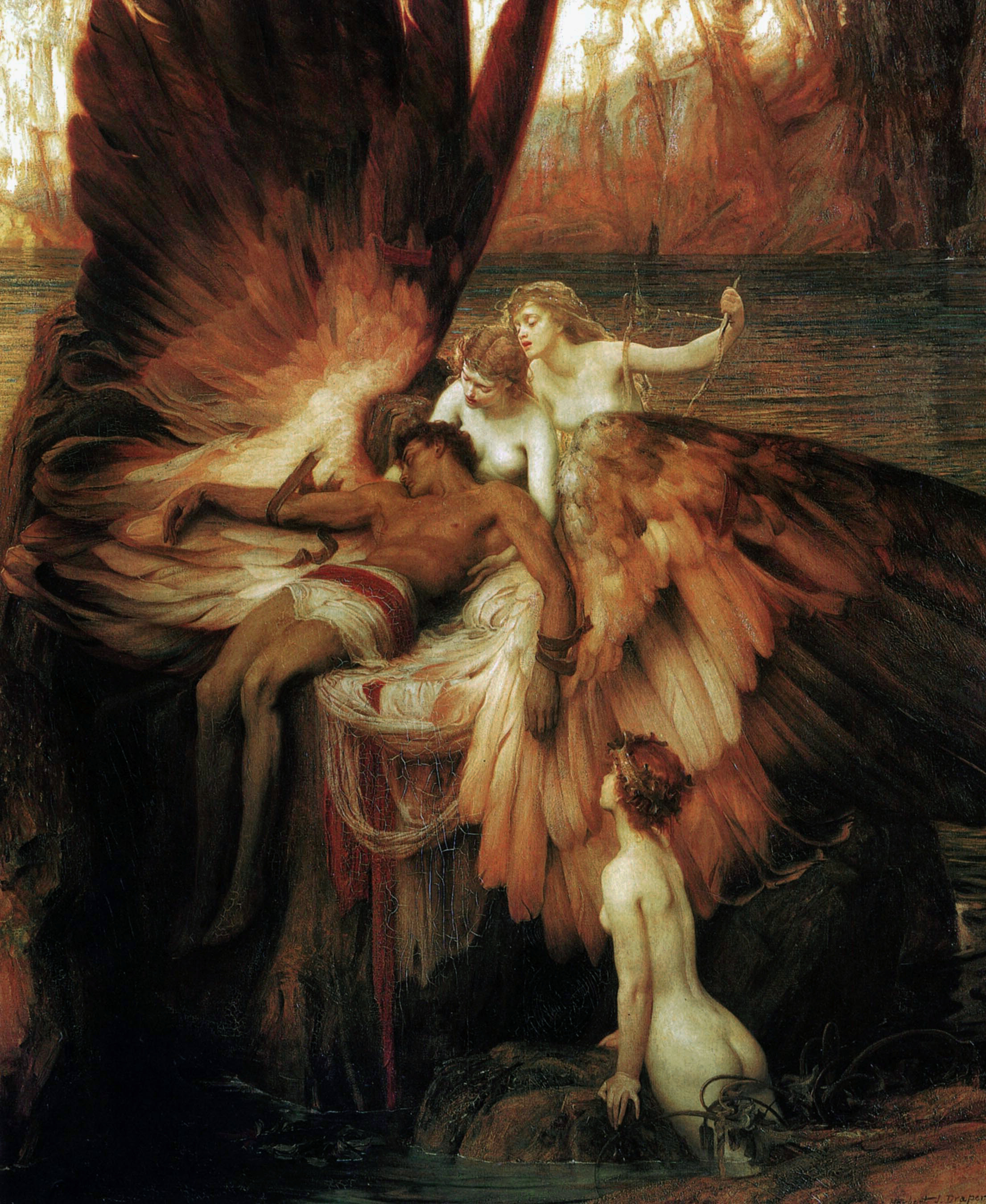
The Lament for Icarus, 1898

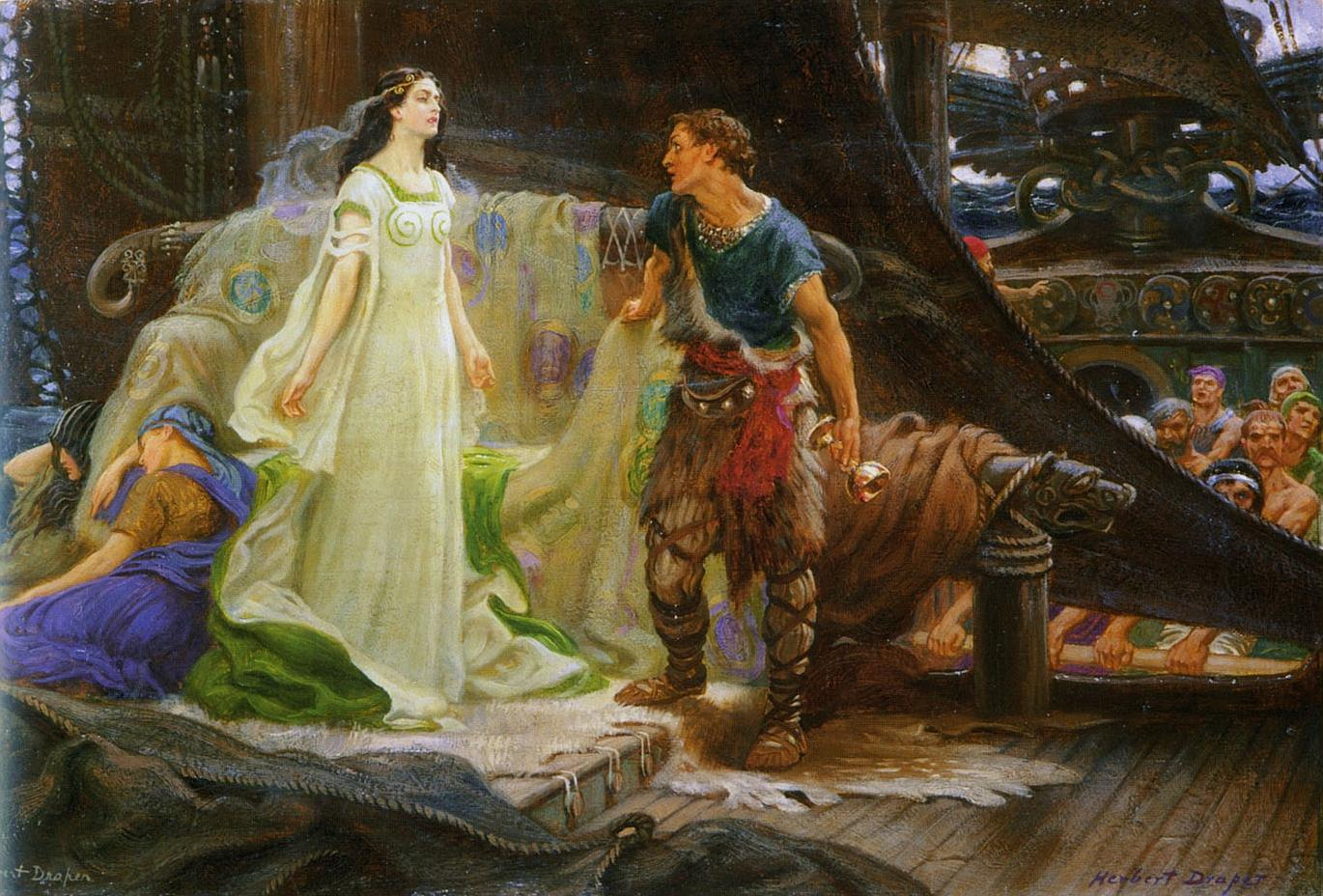
Tristan i Izolda, 1901

Herbert James Draper (ur. 1863 w Londynie, zm. 22 września 1920 tamże) – angielski malarz, grafik i ilustrator wiktoriański.
Studiował w Royal Academy w Londynie, w latach 1888–1892 przebywał na stypendium artystycznym w Rzymie i Paryżu. Od 1887 r. wystawiał w Royal Academy, ale nigdy nie był jej członkiem. Malował obrazy nawiązujące do greckiej mitologii, były one często porównywane do prac prerafaelitów. Obraz Drapera The Lament of Icarus z 1898 otrzymał złoty medal na wystawie światowej w Paryżu w 1900 (Paris Exposition Universelle). Artysta osiągnął znaczną popularność, lecz wkrótce po śmierci został zapomniany. Pod koniec XX w. ponownie wzrosło zainteresowanie jego twórczością.